# تشقر (تكاب)
تشقر (بالفارسية: چقر) هي قرية تقع في إيران في Takab Rural District. يقدر عدد سكانها بـ 560 نسمة بحسب إحصاء 2016.